# Turmhügel Hainzendorf
Der Turmhügel Hainzendorf, auch Puzendorfer Turmhügel genannt, ist der Überrest einer um die Wende vom 10. zum 11. Jahrhundert als Niederungsburg angelegten Turmhügelanlage (Motte) im Südosten des Burgkunstadter Ortsteils Hainzendorf im Landkreis Lichtenfels in Bayern.

## Beschreibung
Das Fundament der Anlage ist ein mit Erdreich aufgeschütteter, im Durchmesser etwa 40 Meter langer und etwa vier Meter hoher Hügel. Erhalten und noch sichtbar ist die nordöstliche Hälfte des Hügels mit einer Breite von etwa 20 Metern und drei Meter Höhe. Rundherum befand sich ein etwa 20 Meter breiter Burggraben, der jetzt mit Wasser gefüllt ist. Gespeist wird der Graben vom Überwasser der zum alten Hof gehörenden Hausquelle (50° 9′ 4,7″ N, 11° 18′ 46,6″ O). Der Graben ist im Norden und Osten noch vollständig erhalten, im Westen jedoch überbaut. Das Gebäude ist ein bäuerlicher Wohnstallbau aus dem ausgehenden 17. Jahrhundert. Am nordöstlichen Rand des Grabens sind die Überreste eines 0,5 Meter hohen und 15 Meter breiten Außenwalles zu erkennen.
Mangels archäologischer Grabungen ist von dem eigentlichen Turm oder der Turmburg nur wenig bekannt. Laut Johann Baptist Müller dürfte es sich dabei vermutlich um eine anfangs nur als Turmburg aus Stein errichtete Wehranlage gehandelt haben, um die zu einem späteren Zeitpunkt der Erdhügel bis an die Mauern heran aufgeschüttet wurde, wodurch sie zu einer Art Turmhügelburg wurde. Von einer ehemaligen Bebauung des Erdhügels ist oberflächig nichts mehr zu sehen.

## Geschichte des späteren Hofs
Der Bauernhof aus dem 17. Jahrhundert im Westteil des Areals hat den Hausnamen Hofmannshof. Dieser geht auf die Bezeichnung eines mit einer Art Pachtvertrag vom Grundherren eingesetzten Hofbauern zurück, entsprach also einem Meierhof. Für diesen Hof erschien in einer Burgkunstadter Urkunde von 1671 der Name „Puntzenhof“. Urkundlich gesichert kann der Hof bis in die erste Hälfte des 14. Jahrhunderts zurückverfolgt werden. Zur damaligen Zeit dürfte er ein altes bischöfliches Rittermannlehen oder Amtslehen der Herren von Kunstadt oder deren Seitenlinie, der Marschälke von Kunstadt aus älterem Recht, zurückgehend auf das Erbe des Heinrich von Schweinfurt, gewesen sein. Zunächst gelangte er durch Heirat von Adelheid, Marschallin von Ebneth und Kunstadt, der Tochter des langjährigen Vogts von Burgkunstadt, Friedrich II. Marschalk von Kunstadt (Amtszeit 2. Januar 1336 bis 12. November 1359), mit Arnold von Hirschberg in den Besitz der von Hirschberg. Deren Tochter Margarethe heiratete Kuno von Punzendorf, so kam das Anwesen zur Ministerialenfamilie Pünzendorf. Auf sie geht der Name Puntzenhof zurück.
Nach einer Urkunde vom 24. August 1335 verkaufte Kuno von Punzendorf den Hainzendorfer Hof (curia Heinczendorff) mit den dazugehörenden Besitzungen für 550 Pfund Haller an das Kloster Langheim.
Zwölf Jahre nach dem Verkauf entbrannte ein Rechtsstreit um den Hof am Saalgericht in Bamberg. Der Sohn des Kuno von Punzendorf, Martin von Punzendorf, behauptete, der Hof sei sein Eigen und unrechtmäßig in den Händen des Klosters, obwohl er in der Kaufurkunde von 1335 genannt wurde und vom rechtmäßigen Verkauf wusste. Das Kloster konnte nach Vorlage der Kaufurkunde daher als rechtmäßiger Besitzer bestätigt werden. Zwei Jahre später, am 7. Januar 1349, trat Albrecht I. von Aufseß als neuer Kläger auf. Er behauptete, der Hof zu Hainzendorf sei sein Lehen vom damaligen König von Böhmen, Karl IV., und konnte dazu eine heute nicht mehr erhaltene Urkunde vorlegen. Da der Langheimer Abt aber beweisen konnte, den Hof bereits zwölf Jahre ununterbrochen und unangefochten zu besitzen, verlor Albrecht I. den Prozess. Grund für diesen Streit könnte die Einbeziehung der damaligen Turmhügelburg in den Plan Karls IV. zur Bildung eines Neuböhmens mit der Hauptstadt Sulzbach gewesen sein. Albrecht I. könnte als Fürsprecher aufgetreten sein, da die Aufseß zur damaligen Zeit im Hochstift Bamberg das Schenkenrecht innehatten, verliehen vom Reichsschenk, dem König von Böhmen.

## Schutzstatus
Anfang der 1980er Jahre wurde die Turmhügelanlage untersucht und ihr historischer Wert erkannt. Im Jahr 1983 erklärte der Bayerische Denkmalrat zusammen mit der Obersten Denkmalschutzbehörde den Turmhügel mit dem Punzenhof zu Hainzendorf mit  Wirkung vom 24. Juni 1983 als „besonders schützenswert“. Er wird seitdem vom Bayerischen Landesamt für Denkmalpflege unter der Denkmalnummer D-4-5833-0007 als geschütztes Bodendenkmal geführt.

## Sanierung des Wassergrabens
In den vergangenen Jahrzehnten war der als Weiher ausgebildete Wassergraben am ehemaligen Turmhügel verlandet. Der Wasserstand betrug zuletzt weniger als einen Meter, da eine dicke Schlamm- und Schlickschicht abgelagert war. Dies beeinträchtigte auch Wasserlebewesen wie Libellen, Kleinfische und verschiedene Mückenarten. Der Landschaftspflegeverband Landkreis Lichtenfels e. V. sanierte im Spätsommer 2011 das Gewässer. Zunächst wurden die nahe am Gewässer stehenden Bäume entfernt, vor allem die nicht heimischen Hybrid-Pappeln hatten mit ihrem schwer zersetzbaren Laub für ökologische Probleme im Weiher gesorgt. Nach dem Ablassen des Wassers wurde mit zwei Baggern der Schlamm ausgehoben und zur Nutzung als Dünger getrocknet. Der Weiher wurde wieder mit Wasser gefüllt und renaturiert.